# 南海6100系電車
南海6100系電車（なんかい6100けいでんしゃ）は、1970年（昭和45年）に登場した南海電気鉄道の一般車両（通勤形電車）の一系列である。
本項では、当系列の台車換装車である6300系電車についても記載する。
以下では、難波方先頭車の車両番号+F（Formation=編成の略）を編成名として表記する。

## 概要
6000系に続いて高野線の難波駅 - 三日市町駅間に投入された、20 m級4扉オールステンレス車体の一般車両である。1970年（昭和45年）から76両が製造された。現在は運用範囲が拡大され、後述の6300系として難波駅 - 橋本駅間で運転されている。
車体は6000系を踏襲するが、先に南海線向けに登場した7100系をベースに、より通勤輸送に適した構造への見直しが図られている。側引戸は6000系の片開き式から1.3 m幅の両開き式に、側窓は二段上昇式からフレームレス一段下降式に変更されている。これにより戸袋窓が廃止されたため、窓配置は先頭車がd1D2D2D2D1、中間車が1D2D2D2D2（d：乗務員室扉、D：側引戸）となり、中間車は車端部の窓が1枚の方を難波寄りとする左右非対称の構成となった。
電装品は6000系複電圧対応車と共通である。台車も同じく軽量化されたパイオニア台車であるが、将来の冷房装置搭載による車重増に対応するため、改良形の TS-709形（付随台車は TS-710形）を装備する。1970年（昭和45年）度に新製された車両（1・2次車）は非冷房車（冷房準備車）であったが、1971年（昭和46年）度の3次車以降は当初から東芝製 RPU-1510形 分散式冷房装置（冷凍能力4500 kcal/h）を各車8基搭載して登場した。
本形式をベースにした車両に大阪府都市開発の100系がある。

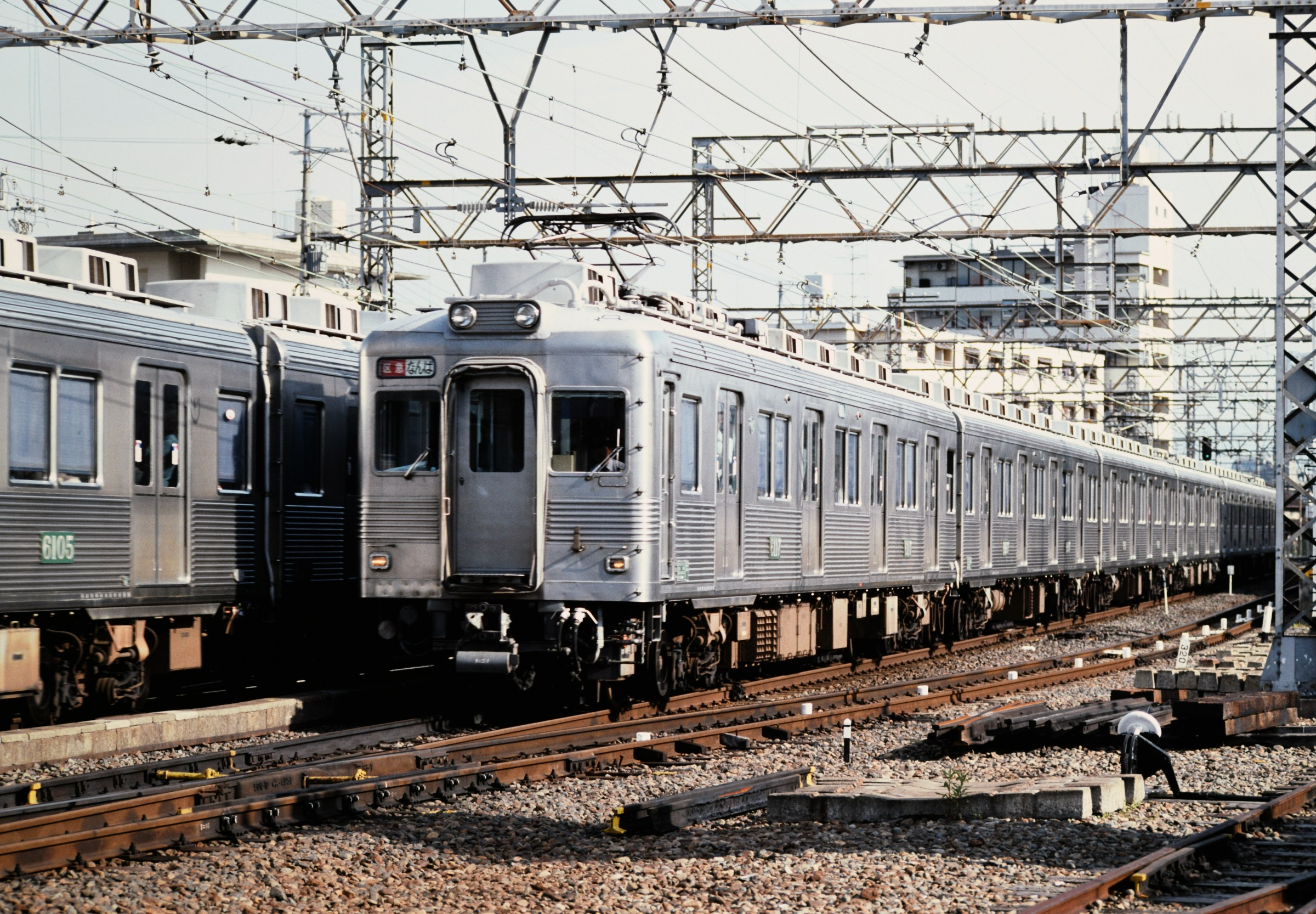
無塗装時代（長編成化対策後）
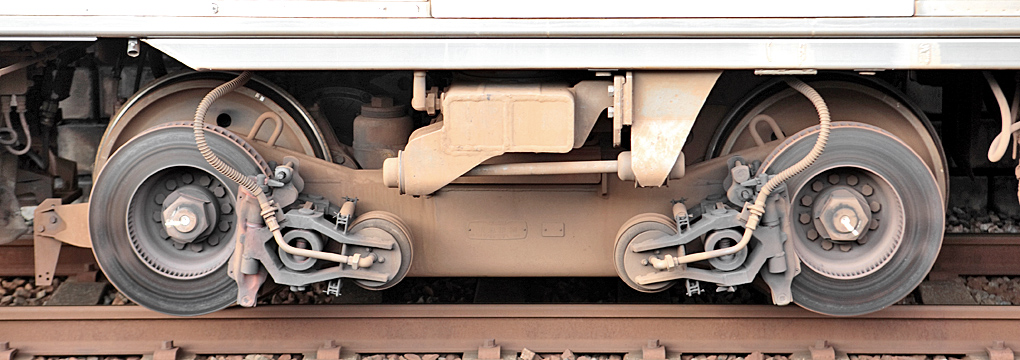
TS-709形電動台車
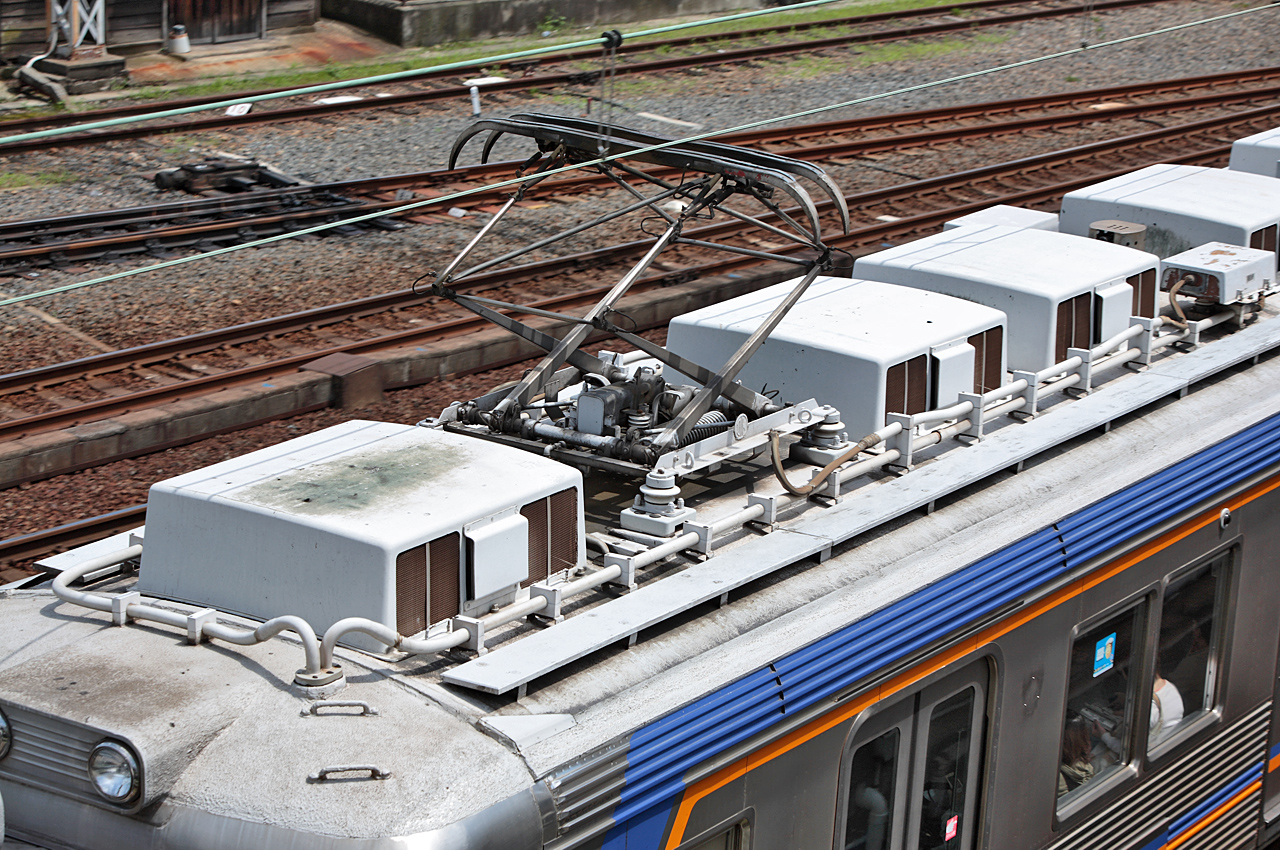
パンタグラフと冷房装置

## 製造と変遷

### 新製時の編成
- 括弧内は竣工日[6]

6101 - 6851 - 6852 - 6102 （1970/05/25）
6103 - 6853 - 6854 - 6104 （1970/06/03）
6105 - 6855 - 6856 - 6106 （1970/06/10）
6107 - 6857 - 6858 - 6108 （1970/12/26）
6109 - 6859 - 6860 - 6110 （1971/01/23）
6111 - 6861 - 6862 - 6112 （1971/01/23）
6113 - 6863 - 6864 - 6114 （1971/02/13）
6115 - 6865 - 6866 - 6116 （1971/02/13）
6117 - 6867 - 6868 - 6118 （1971/03/03）
6119 - 6869 - 6870 - 6120 （1971/03/03）
6121 - 6871 - 6872 - 6122 （1971/04/02）
6123 - 6873 - 6874 - 6124 （1971/04/07）
6125 - 6875 - 6876 - 6126 （1971/06/03）
6127 - 6877 - 6878 - 6128 （1971/06/12）
6129 - 6879 - 6880 - 6130 （1972/05/25）
6141 - 6881 - 6882 - 6142 （1973/11/07）
6131 - 6951 （1972/05/25）
6133 - 6952 （1972/06/01）
6135 - 6953 （1972/06/01）
6137 - 6954 （1972/06/01）
6143 - 6955 （1973/12/04）
6145 - 6956 （1973/12/04）
1971年（昭和46年）度車（3次車）まではモハ6101形（Mc、制御電動車）+ サハ6851形（T、付随車）+ サハ6851形（T）+ モハ6101形（Mc）の4両編成のみ製造されたが、6両運用の増加に伴い1972年（昭和47年）度車（4次車）からはモハ6101形（Mc）+ クハ6951形（Tc、制御車）の2両編成も製造された。

### 仕様変更と変遷
前年まで増備が続けられた6000系に続いて、高野線の輸送力増強・15 m級旧型車両の置き換えのため、1970年（昭和45年）に1次車4両編成×3本が製造された。
泉北高速鉄道線の部分開業が迫り、同線との相互乗り入れに際して追加増備が必要になったことから、2次車として4両編成×9本が製造された。2次車は1970年（昭和45年）12月から1971年（昭和46年）4月までの竣工で、1次車と同じ1970年（昭和45年）度の発注となっているが、これは1971年（昭和46年）度竣工予定分を1970年（昭和45年）度に繰り上げ発注したためである。この2次車からは将来の橋本駅までの乗り入れを見越して主抵抗器が増設された。
3次車は前述の通り冷房車として4両編成×2本が登場したが、冷房車を区間急行へ優先的に充当させるため、投入当初より6両編成に組成変更を行った。すなわち冷房準備車であった2次車の6123Fを他車に先行して冷房化、これを2両ずつに分割して6125Fの三日市町方と6127Fの難波方に連結した暫定6両編成を一時的に組んでいた。
4次車は方向幕を前面のみ搭載して登場した。このロットでは2両編成が多く製造され、それらは運用開始後、既存の冷房車4両編成（暫定編成を解除し復元された6123F含む）に併結され6両を組んだが、新装備である方向幕を効果的に使用するため、2両編成の両先頭車を6両の最前面に連結する暫定的な組み替えを行っていた。
最終増備の5次車は方向幕を側面にも設置したほか、ロールアウトが昇圧後の1973年（昭和48年）11月となったため、電装品が1500 Vのみ対応の単電圧仕様（制御回路は永久直列）となった。Mc車の車号は4次車までの続番を使用せず、6139・6140を欠番として6141から振り直している。
1次車は1974年（昭和49年）に主抵抗器を2次車以降と同様に増設、6123F以外の1・2次車は同年から1977年（昭和52年）にかけて冷房化された。また、1 - 4次車は1974年（昭和49年）から1975年（昭和50年）にかけて方向幕の設置工事（4次車は側面の追加と前面の装置取替）を行った。冷房化完了後、6103F・6109F・6115F・6121F・6127Fが組成を分割し、他の4両編成に連結され6両編成に組み替えられた。この結果、4両編成は6141Fのみとなった。この時点での編成表は以下の通り。
6103 - 6853 - 6101 - 6851 -  6852 - 6102
6105 - 6855 - 6856 - 6106 - 6854 - 6104
6109 - 6859 - 6107 - 6857 -  6858 - 6108
6111 - 6861 - 6862 - 6112 - 6860 - 6110
6115 - 6865 - 6113 - 6863 - 6864 - 6114
6117 - 6867 - 6868 - 6118 - 6866 - 6116
6121 - 6871 - 6119 - 6869 - 6870 - 6120
6123 - 6873 - 6874 - 6124 - 6872 - 6122
6127 - 6877 - 6125 - 6875 - 6876 - 6126
6129 - 6879 - 6880 - 6130 - 6878 - 6128
6141 - 6881 - 6882 - 6142
6131 - 6951
6133 - 6952
6135 - 6953
6137 - 6954
6143 - 6955
6145 - 6956
1982年（昭和57年）から翌1983年（昭和58年）にかけて、複線化対策工事と長編成化対策工事が実施された。三日市町駅以南への乗り入れ開始に備え、連続勾配区間での抑速ブレーキ連続使用に対応するため主抵抗器を強化したほか、増解結の柔軟化を図るため自動密着式連結器を密着式（電気連結器付き）に交換した。この工事の際に6両編成では編成内での再組み替えが発生したほか、6125F・6127F・6129Fが元の4両編成に戻った。6両編成の中間に組み込まれたモハ6101形は、今後編成の先頭に立つことがないため連結器の交換は行われなかった。工事後の編成表は以下の通り。
6101 - 6851 - 6103 - 6853 - 6852 - 6102
6105 - 6855 - 6854 - 6104 - 6856 - 6106
6107 - 6857 - 6109 - 6859 - 6858 - 6108
6111 - 6861 - 6860 - 6110 - 6862 - 6112
6113 - 6863 - 6115 - 6865 - 6864 - 6114
6117 - 6867 - 6866 - 6116 - 6868 - 6118
6119 - 6869 - 6121 - 6871 - 6870 - 6120
6123 - 6873 - 6872 - 6122 - 6874 - 6124
6125 - 6875 - 6876 - 6126
6127 - 6877 - 6878 - 6128
6129 - 6879 - 6880 - 6130
6141 - 6881 - 6882 - 6142
6131 - 6951
6133 - 6952
6135 - 6953
6137 - 6954
6143 - 6955
6145 - 6956
1996年（平成8年）からは車体更新工事が開始された。車体の修繕に合わせて、車内化粧板の取り替え、座席モケット・床材の張り替え、車椅子スペースの新設が行われた。また、この際に編成中間に組み込まれていたモハ6101形の運転台機器の大半が撤去され、車掌台側についても立席スペースに改造された。この時点で先頭車としての機能は停止されたが、これに伴う車号の変更はなかった。

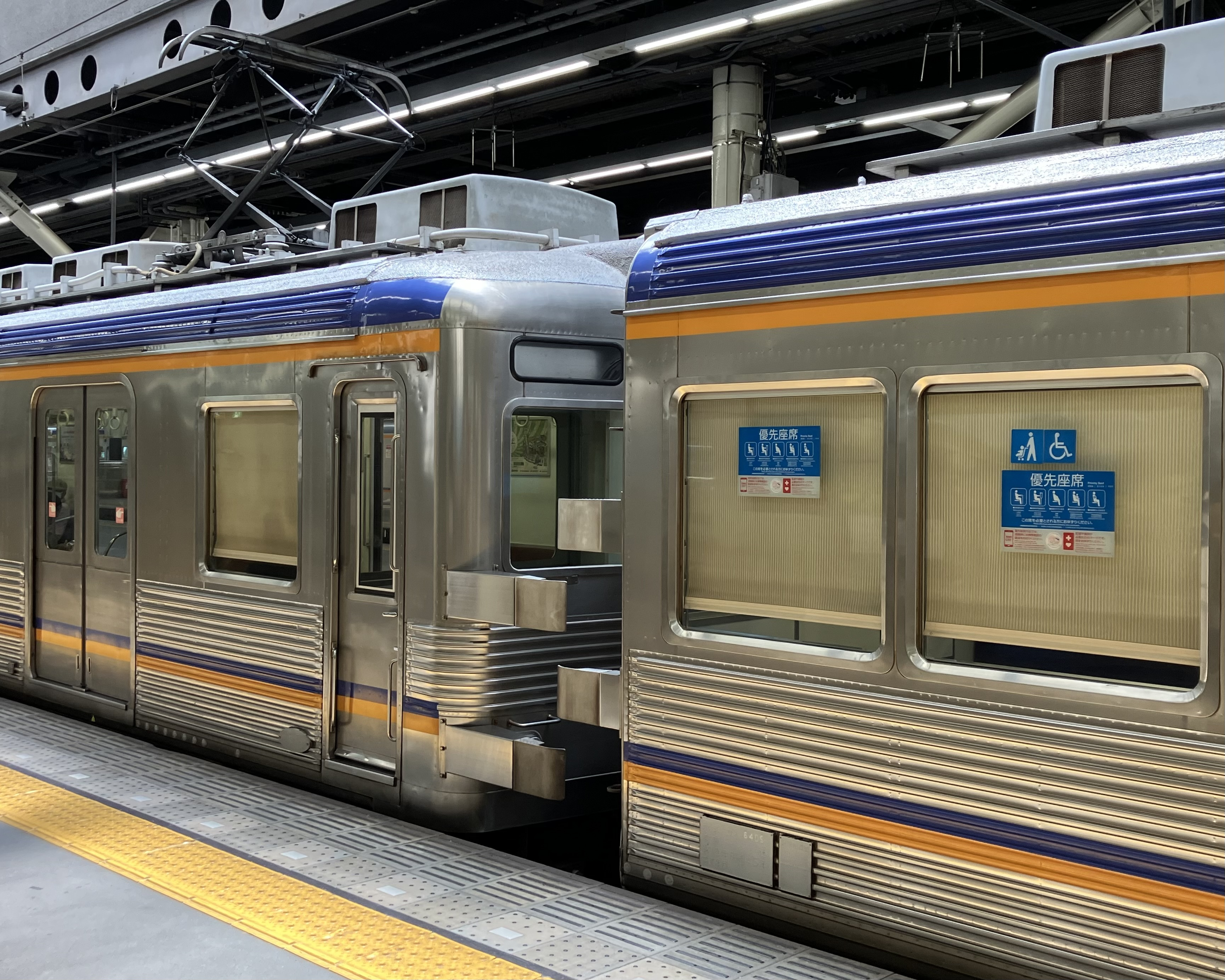
中間に組み込まれる元先頭車 （写真は6300系）
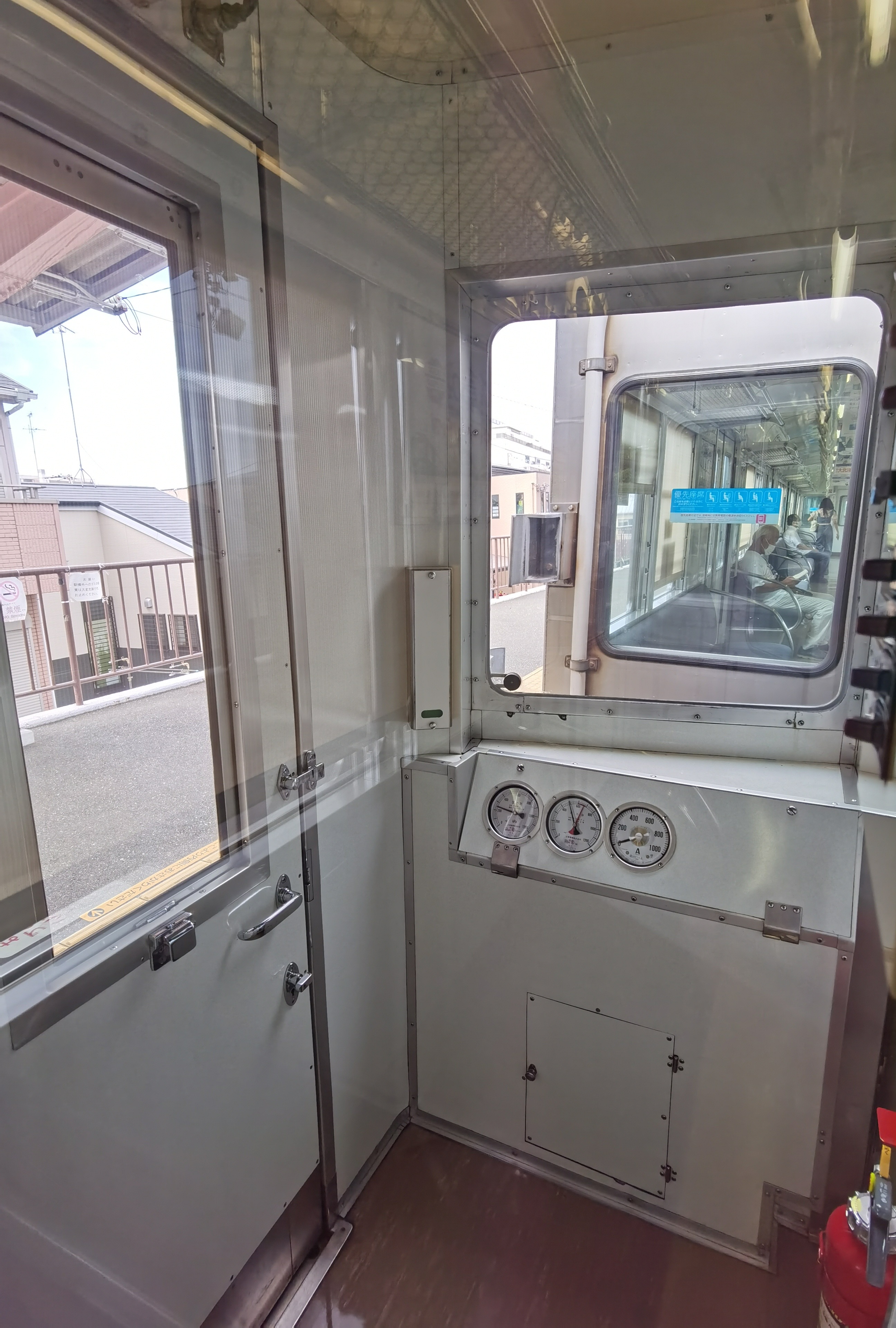
元先頭車の運転台跡
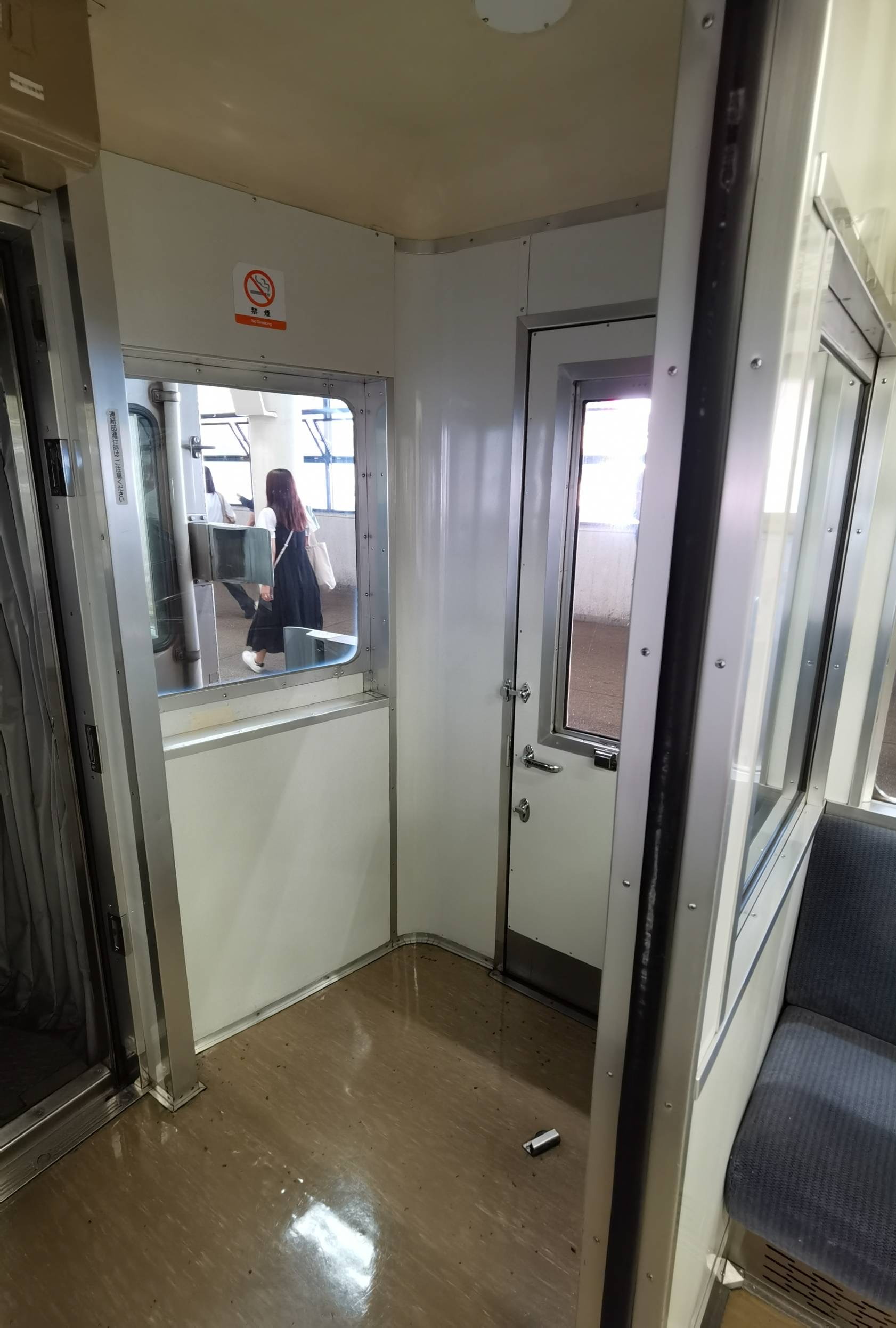
元先頭車の立席スペース

同じく1996年（平成8年）から、6300系への改造（台車置換え工事）が開始された（次節参照）。車体更新工事との関係では、車体更新と台車置換えを同時に行い6300系化された編成と、先に車体更新のみを実施し、改めて台車置換えを行って6300系化された編成の2パターンが存在した。6100系として最後に残った6107Fの6両は2009年（平成21年）6月10日から「さよなら6100系パイオニアIII台車」ヘッドマークを掲出して運行され、7月5日の営業運転を最後に台車置換え工事のため千代田工場に入場、6100系の歴史に幕を閉じた。

## 6300系への改造
パイオニア台車は高速域における乗り心地が悪いだけでなく、S形ミンデン台車を装備する系列との併結が不可能であることから、運用の自由度を大きく阻害する要因となっていた。このため6100系のパイオニア台車をS形ミンデン台車に置き換え、同時に別形式としたのが6300系である。1996年（平成8年）から2001年（平成13年）にかけて54両が、2006年（平成18年）から2009年（平成21年）にかけて22両が改造された。
台車置換えの際に車両形式を変更したのは、パイオニア台車装備車とS形ミンデン台車装備車の併結が不可能であるため、運用管理の際に両者を識別しやすくするのが合理的だったからである。
全車とも、前述の車体更新工事を受けている。2017年（平成29年）1月からは、座席モケットを8300系と同じものに変更された編成が登場した。

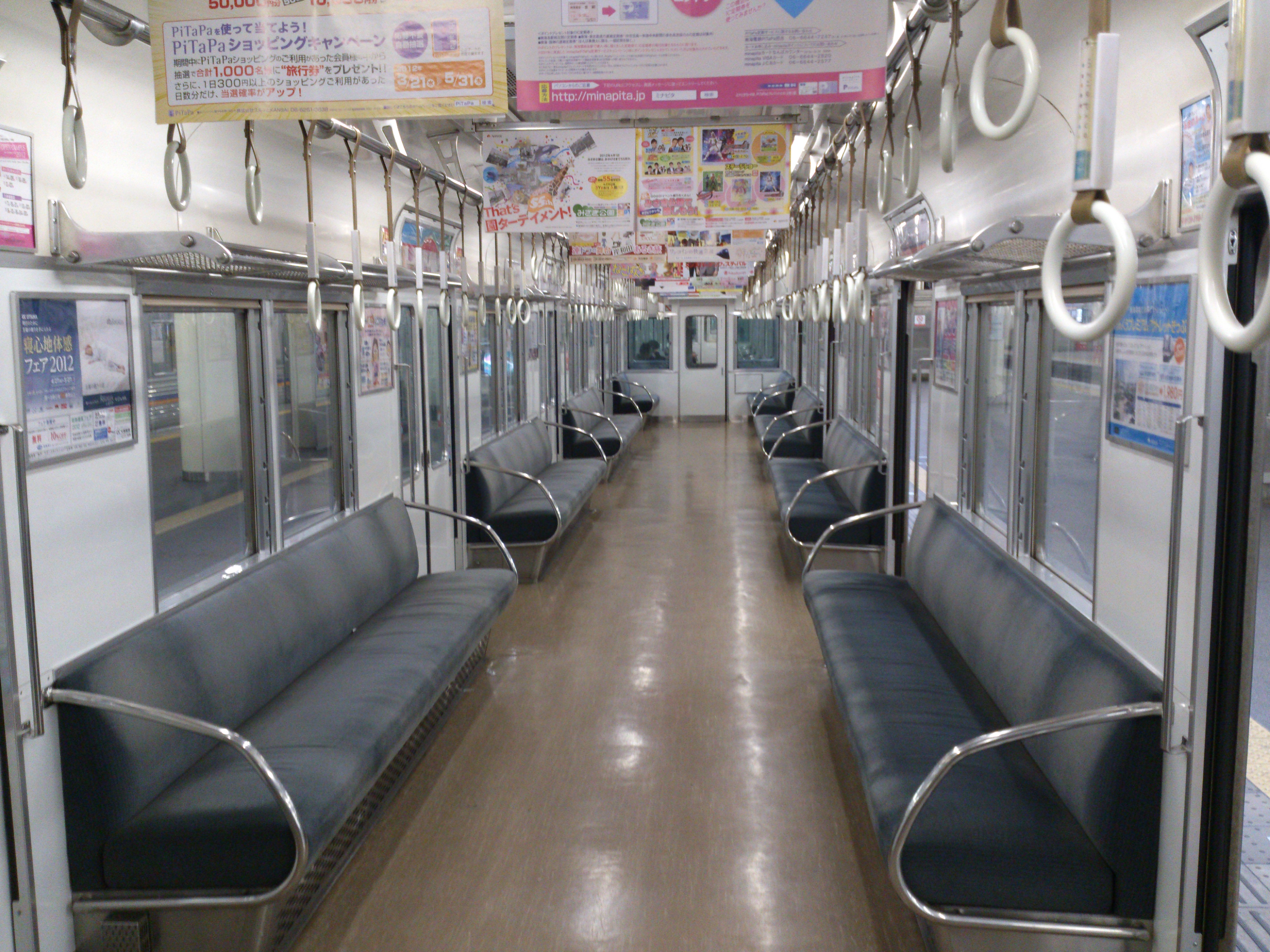
6300系 車内
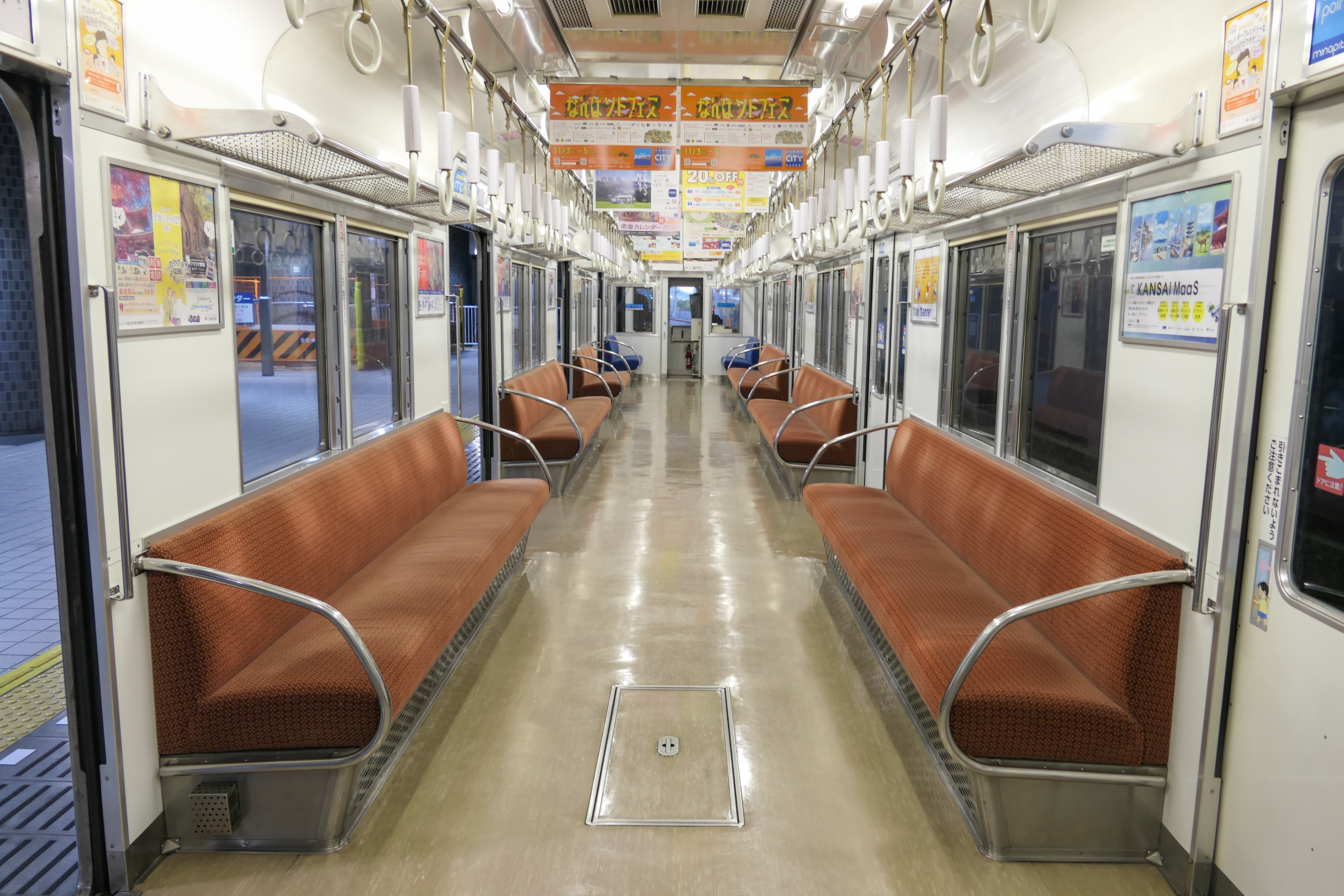
座席モケット変更後の車内

### 台車置換え工事

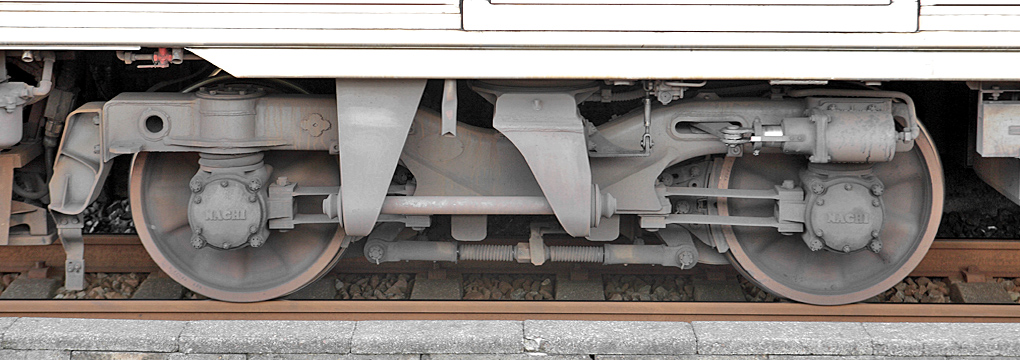
FS-379形電動台車（モハ6371）

台車置換えにあたっては、廃車された7100系1次車の台車（住友金属工業製 FS-376形、付随台車は FS-076形）と、同じく大阪府都市開発で廃車となった100系・3000系の台車（住友金属工業製 FS-379形、付随台車は FS-079形）を転用した。このうち7100系由来の FS-376形・076形 は、両抱き式踏面ブレーキを搭載する関係で全長が大きく、先頭車に使用すると密着式連結器に干渉するため、全て付随車に使用された（FS-376形 は付随台車化）。また、FS-379形・079形 の中には不足分を補うため、新製完備されたもの（FS-379S形）や、発生部品を極力流用して台車枠のみ新製されたもの（FS-379K形・079K形）が含まれている。したがって同じS形ミンデン式ながら、装備する台車の形状・形式は個々の車両によって多様となった。
台車置換えにより、同じくS形ミンデン台車を装備する6000系・6200系との併結が可能となった。他方、台車置換え待ちの6100系との併結は不可能となった。

## 運用
製造当初は高野線難波駅 - 三日市町駅間で使用されていたが、1971年（昭和46年）4月1日のダイヤ改正で泉北高速線に、1984年（昭和59年）3月11日のダイヤ改正で林間田園都市駅まで、1992年（平成4年）11月10日のダイヤ改正で橋本駅まで入線可能となったため、現在では難波駅 - 橋本駅間と泉北線で使用される。
1985年（昭和60年）6月16日のダイヤ改正までは時折、汐見橋線（汐見橋駅 - 岸ノ里駅間）でも運用されていた。また1984年（昭和59年）ダイヤ改正から1985年（昭和60年）ダイヤ改正まで、1992年（平成4年）ダイヤ改正から1995年（平成7年）9月1日ダイヤ改正までは三日市町駅で増解結作業を行う運用も存在していた。
前述の通り、6100系はパイオニア台車を装備していたため、S形ミンデン台車を使用する他の6000系列とは併結が不可能であった。特に6000系の更新工事完了後は、6100系と他の6000系列とで併結対応が大きく二分化されたため、運用時の制約が大きかった。1996年（平成8年）の台車置換え工事開始後は、6300系が6000系・6200系と併結可能となったため、流用する台車や部品が調達されるごとに随時6300系化が進められた。2009年（平成21年）に全編成の6300系化が完了したことにより、6000系列内での併結の不自由は完全に解消されている。
かつては平日朝の泉北高速線と直通する区間急行・準急行の10両編成の列車にも使用されていたが、2005年（平成17年）10月16日のダイヤ改正で南海車を使用した10両運転が廃止されたため、以後は8両編成以下での運転となった。他方このダイヤ改正では、2000系による橋本駅以北の運用の一部を代替したため、運用数が増加した。また同ダイヤ改正では日中の乗客減を受け、昼間時の各駅停車の一部に4両編成の列車が十数年ぶりに復活し、6300系による4両運転が開始された。
現在は4両、6両、8両の各列車に充当され、各駅停車から快速急行まで各種別の列車に幅広く運用されている。

## 編成表（6300系）
6300系の付番方式は1000系、2000系などと同様である。なお、両抱き式ブレーキの付随車については特別に形式サハ64x5形を仕立てている。
| ← 難波橋本・和泉中央 → | ← 難波橋本・和泉中央 → | ← 難波橋本・和泉中央 → | ← 難波橋本・和泉中央 → | ← 難波橋本・和泉中央 → | ← 難波橋本・和泉中央 → | ← 難波橋本・和泉中央 → | ← 難波橋本・和泉中央 → | ← 難波橋本・和泉中央 → | ← 難波橋本・和泉中央 → |
| ---------------------- | ---------------------- | ---------------------- | ---------------------- | ---------------------- | ---------------------- | ---------------------- | ---------------------- | ---------------------- | ---------------------- |
| 形式                   | ◇ モハ 6301 （Mc1）    | サハ 6405 （T1）       | ◇ モハ 6341 （M1）     | サハ 6405 （T1）       | サハ 6455 （T2）       | ◇ モハ 6351 （Mc2）    | 竣工                   | 車体更新               | 台車置換え             |
| 搭載機器               | CONT CP                | MG                     | CONT CP                | MG                     | MG                     | CONT CP                | 竣工                   | 車体更新               | 台車置換え             |
| 車両番号 （旧車号）    | 6301 （6119）          | 6401 （6869）          | 6341 （6121）          | 6441 （6871）          | 6451 （6870）          | 6351 （6120）          | 1971/03/03             | 1996/12/24             | 2000/03/01             |
| 車両番号 （旧車号）    | 6302 （6101）          | 6402 （6851）          | 6342 （6103）          | 6442 （6853）          | 6452 （6852）          | 6352 （6102）          | 1970/05/25             | 1997/10/09             | 2000/09/29             |
| 形式                   | ◇ モハ 6301 （Mc1）    | サハ 6401 （T1）       | ◇ モハ 6341 （M1）     | サハ 6401 （T1）       | サハ 6451 （T2）       | ◇ モハ 6351 （Mc2）    | 竣工                   | 車体更新               | 台車置換え             |
| 搭載機器               | CONT CP                | MG                     | CONT CP                | MG                     | MG                     | CONT CP                | 竣工                   | 車体更新               | 台車置換え             |
| 車両番号 （旧車号）    | 6313 （6113）          | 6413 （6863）          | 6353 （6115）          | 6453 （6865）          | 6463 （6864）          | 6363 （6114）          | 1971/02/13             | 1996/09/27             | 2007/10/31             |
| 車両番号 （旧車号）    | 6314 （6107）          | 6414 （6857）          | 6354 （6109）          | 6454 （6859）          | 6464 （6858）          | 6364 （6108）          | 1970/12/26             | 1998/01/07             | 2009/09/25             |
| 形式                   | ◇ モハ 6301 （Mc1）    | サハ 6405 （T1）       | サハ 6455 （T2）       | ◇ モハ 6391 （M2）     | サハ 6455 （T2）       | ◇ モハ 6351 （Mc2）    | 竣工                   | 車体更新               | 台車置換え             |
| 搭載機器               | CONT CP                | MG                     | MG                     | CONT CP                | MG                     | CONT CP                | 竣工                   | 車体更新               | 台車置換え             |
| 車両番号 （旧車号）    | 6305 （6105）          | 6405 （6855）          | 6485 （6854）          | 6385 （6104）          | 6455 （6856）          | 6355 （6106）          | 1970/06/10             | 1999/03/23             | 1999/03/23             |
| 車両番号 （旧車号）    | 6306 （6111）          | 6406 （6861）          | 6486 （6860）          | 6386 （6110）          | 6456 （6862）          | 6356 （6112）          | 1971/01/23             | 1998/07/21             | 2001/02/07             |
| 形式                   | ◇ モハ 6301 （Mc1）    | サハ 6401 （T1）       | サハ 6451 （T2）       | ◇ モハ 6391 （M2）     | サハ 6451 （T2）       | ◇ モハ 6351 （Mc2）    | 竣工                   | 車体更新               | 台車置換え             |
| 搭載機器               | CONT CP                | MG                     | MG                     | CONT CP                | MG                     | CONT CP                | 竣工                   | 車体更新               | 台車置換え             |
| 車両番号 （旧車号）    | 6311 （6123）          | 6411 （6873）          | 6491 （6872）          | 6391 （6122）          | 6461 （6874）          | 6361 （6124）          | 1971/04/07             | 1997/06/26             | 1997/06/26             |
| 車両番号 （旧車号）    | 6312 （6117）          | 6412 （6867）          | 6492 （6866）          | 6392 （6116）          | 6462 （6868）          | 6362 （6118）          | 1971/03/03             | 1998/12/25             | 2008/10/10             |

| ← 難波橋本・和泉中央 → | ← 難波橋本・和泉中央 → | ← 難波橋本・和泉中央 → | ← 難波橋本・和泉中央 → | ← 難波橋本・和泉中央 → | ← 難波橋本・和泉中央 → | ← 難波橋本・和泉中央 → | ← 難波橋本・和泉中央 → |
| ---------------------- | ---------------------- | ---------------------- | ---------------------- | ---------------------- | ---------------------- | ---------------------- | ---------------------- |
| 形式                   | ◇ モハ 6321 （Mc1）    | サハ 6421 （T1）       | サハ 6471 （T2）       | ◇ モハ 6371 （Mc2）    | 竣工                   | 車体更新               | 台車置換え             |
| 搭載機器               | CONT CP                | MG                     | MG                     | CONT CP                | 竣工                   | 車体更新               | 台車置換え             |
| 車両番号 （旧車号）    | 6321 （6127）          | 6421 （6877）          | 6471 （6878）          | 6371 （6128）          | 1971/06/12             | 1996/07/03             | 1996/07/03             |
| 車両番号 （旧車号）    | 6322 （6125）          | 6422 （6875）          | 6472 （6876）          | 6372 （6126）          | 1971/06/03             | 1997/04/04             | 1997/04/04             |
| 車両番号 （旧車号）    | 6323 （6129）          | 6423 （6879）          | 6473 （6880）          | 6373 （6130）          | 1972/05/25             | 1998/10/22             | 1998/10/22             |
| 形式                   | ◇ モハ 6321 （Mc1）    | サハ 6425 （T1）       | サハ 6475 （T2）       | ◇ モハ 6371 （Mc2）    | 竣工                   | 車体更新               | 台車置換え             |
| 搭載機器               | CONT CP                | MG                     | MG                     | CONT CP                | 竣工                   | 車体更新               | 台車置換え             |
| 車両番号 （旧車号）    | 6325 （6141）          | 6425 （6881）          | 6475 （6882）          | 6375 （6142）          | 1973/11/07             | 1998/03/02             | 2000/03/31             |

| ← 難波橋本・和泉中央 → | ← 難波橋本・和泉中央 → | ← 難波橋本・和泉中央 → | ← 難波橋本・和泉中央 → | ← 難波橋本・和泉中央 → | ← 難波橋本・和泉中央 → |
| ---------------------- | ---------------------- | ---------------------- | ---------------------- | ---------------------- | ---------------------- |
| 形式                   | ◇ モハ 6321 （Mc1）    | クハ 6701 （Tc）       | 竣工                   | 車体更新               | 台車置換え             |
| 搭載機器               | CONT CP                | MG                     | 竣工                   | 車体更新               | 台車置換え             |
| 車両番号 （旧車号）    | 6331 （6137）          | 6731 （6954）          | 1972/06/01             | 2000/03/27             | 2000/03/27             |
| 車両番号 （旧車号）    | 6332 （6145）          | 6732 （6956）          | 1973/12/04             | 1997/01/30             | 2000/08/30             |
| 車両番号 （旧車号）    | 6333 （6143）          | 6733 （6955）          | 1973/12/04             | 1997/07/29             | 2000/11/16             |
| 車両番号 （旧車号）    | 6334 （6135）          | 6734 （6953）          | 1972/06/01             | 1998/04/30             | 2001/03/29             |
| 車両番号 （旧車号）    | 6335 （6131）          | 6735 （6951）          | 1972/05/25             | 1998/08/14             | 2006/12/21             |
| 車両番号 （旧車号）    | 6336 （6133）          | 6736 （6952）          | 1972/06/01             | 1998/03/26             | 2007/01/26             |

凡例
- CONT：制御装置
- MG：電動発電機
- CP：空気圧縮機
- ■：弱冷車
- ■：女性専用車両ステッカー